# 拉斐尔·阿加耶夫
拉斐尔·阿加耶夫（1985年3月4日—）是一名阿塞拜疆男子空手道运动员，生于苏姆盖特。他的两个哥哥都从事武術运动，其中大哥投身柔道，二哥则專攻拳击，拉斐尔则在7岁时开始练习空手道，当时他在观看李小龙的电影后，便爱上了空手道。2004年，19岁的拉斐尔在俄罗斯莫斯科举行的欧洲空手道锦标赛上夺得冠军，这是他首次在欧锦赛上夺冠。2006年，他首次拿下世界空手道锦标赛冠军。